# 由岐駅
由岐駅（ゆきえき）は、徳島県海部郡美波町西の地東地にある四国旅客鉄道（JR四国）牟岐線（阿波室戸シーサイドライン）の駅である。駅番号はM18。駅の標高は4 m。

## 歴史
- 1939年（昭和14年）12月14日：開業[2]。
- 1972年（昭和47年）10月1日：貨物取扱廃止[2]。
- 1984年（昭和59年）2月1日：荷物扱い廃止[2]。
- 1987年（昭和62年）4月1日：国鉄分割民営化によりJR四国の駅となる[2]。
- 1996年（平成8年）7月1日：木造二階建ての駅舎に改築[4]。
- 2010年（平成22年）9月1日：無人化[5]（簡易委託化）。
- 2019年（平成31年/令和元年）4月以降：自動券売機を撤去[6]。
- 2022年（令和4年）4月1日：接続する徳島バスの高速バス「室戸・生見・阿南 - 大阪線」の阿南駅 - 浅川駅間でJR四国との共同経営が開始され、運賃が共通化し[7]、JRの有効な乗車券類で当該区間へのバス乗車が可能となる[8]。
- 2023年（令和5年）5月20日：前述の高速バス「室戸・生見・阿南 - 大阪線」において阿波海南駅至近に「海部高校前」バス停が新設されたことに伴い、共同経営区間が阿波海南駅まで延長される[9]。

## 駅構造
相対式ホーム2面2線を有する地上駅で、海部に向かって左側に駅舎を持つ。跨線橋などはなく、駅舎反対側のホームは構内踏切で連絡している。駅の前後に両開きの分岐器を有する。駅舎は1996年にJR四国初のコミュニティ施設を合築した駅舎に改築された。コミュニティ施設「ぽっぽマリン」1階には展示水槽、特産品売り場、観光案内所が、2階に郷土資料館やイベントスペースがある。
駅舎内に自動券売機が設置されていたが、この自動券売機は2019年4月以降に撤去されている。

### のりば
| のりば | 路線    | 方向 | 行先               |
| ------ | ------- | ---- | ------------------ |
| 1      | ■牟岐線 | 下り | 牟岐・阿波海南方面 |
| 2      | ■牟岐線 | 上り | 阿南・徳島方面     |

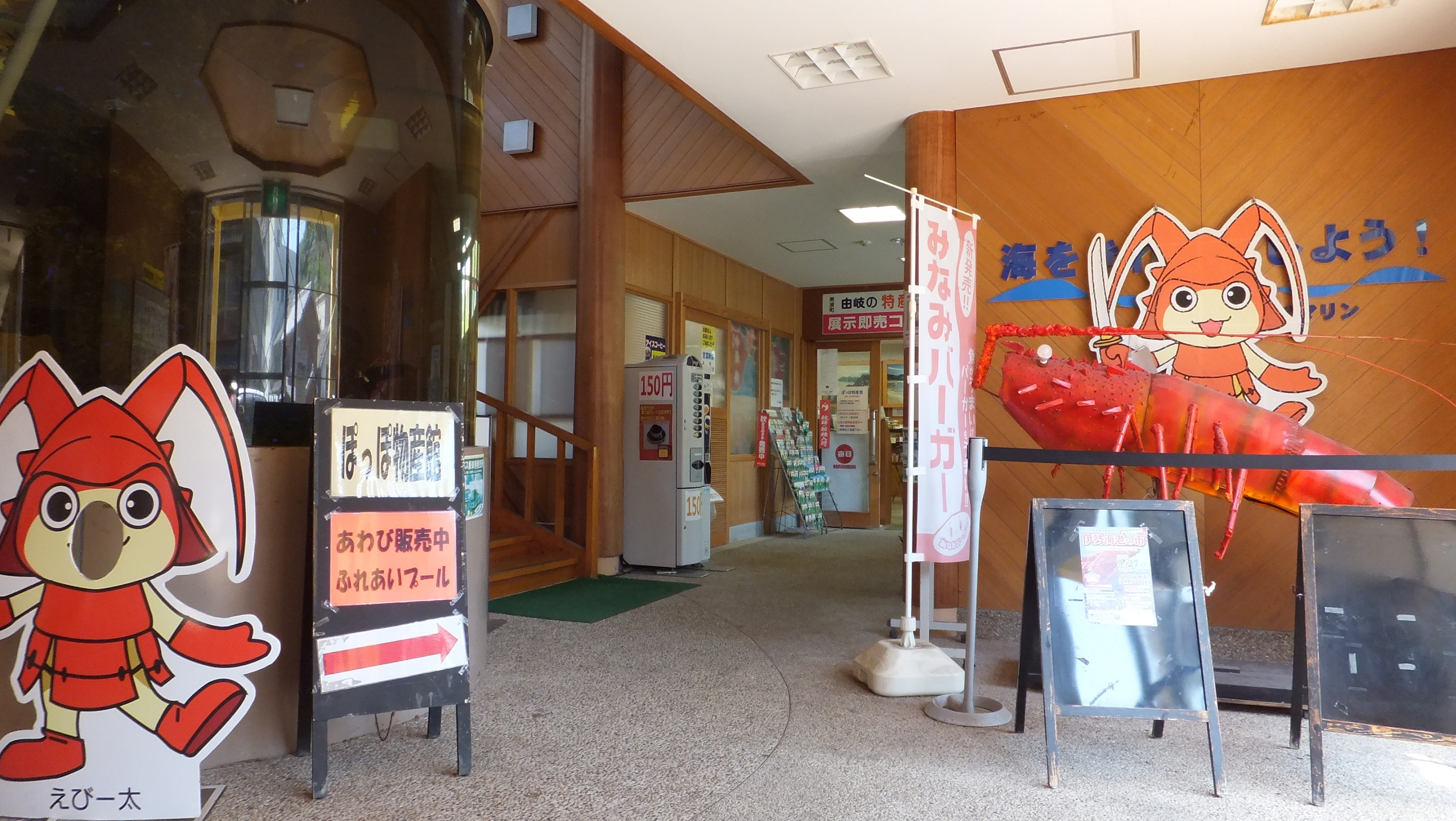
ぽっぽマリン（2015年9月）
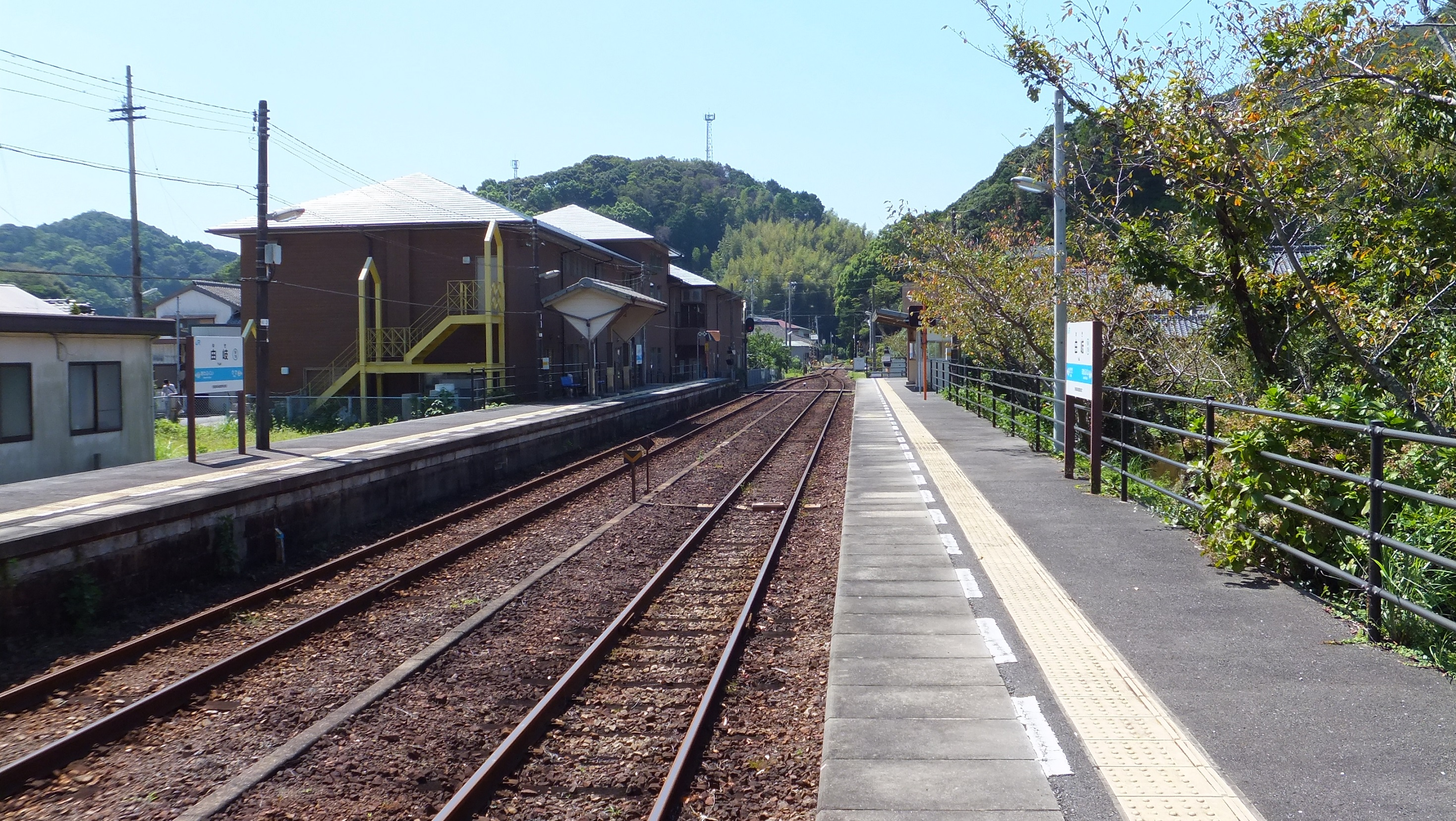
ホーム（2015年9月）

## 利用状況
1日平均乗車人員は下記の通り。
| - 305人（1995年度） - 297人（1996年度） - 260人（1997年度） - 242人（1998年度） - 231人（1999年度） - 216人（2000年度） - 212人（2001年度） - 200人（2002年度） - 179人（2003年度） - 168人（2004年度） | - 146人（2005年度） - 153人（2006年度） - 151人（2007年度） - 144人（2008年度） - 137人（2009年度） - 121人（2010年度） - 107人（2011年度） - 103人（2012年度） - 111人（2013年度） - 110人（2014年度） |

## 駅周辺
- 美波町国民健康保険美波病院
- 美波町由岐支所
- 吉野神社
- 荘厳寺
- 美波町立由岐小学校
- 美波町立由岐中学校
- 田井ノ浜海水浴場（当駅より約1 km。徒歩で約15分[11]）
- 阿南安芸自動車道（日和佐道路）由岐IC
- 徳島県道25号日和佐小野線
- 徳島県道26号由岐大西線
- 徳島県道177号由岐停車場線
- 徳島県道194号由岐港線

## 接続交通機関

### 高速バス
美波町由岐支所前に位置する由岐バス停に停車する。
- 徳島バス
  - 室戸・生見・阿南大阪線（上り）橘営業所・阿南駅・高速舞子・ハービスOSAKA・なんば高速バスターミナル方面
  - 室戸・生見・阿南大阪線（下り）日和佐・牟岐・浅川・海部高校前・海部・宍喰・甲浦・生見方面
  - 室戸・生見・阿南大阪線（下り）日和佐・牟岐・浅川・海部高校前・海部・宍喰・甲浦・生見・野根・室戸世界ジオパークセンター・岬・室戸方面

※阿南駅 - 甲浦間途中乗降可能、阿南駅 - 海部高校前間JRの乗車券等で利用可能。

### タクシー
- 由岐タクシー

## 隣の駅
四国旅客鉄道（JR四国）
■牟岐線
- 臨時特急「やくおうじ」停車駅

■普通
阿波福井駅 (M17) - 由岐駅 (M18) - （臨）田井ノ浜駅 - 木岐駅 (M19)